# 赵日峰
赵日峰（1963年—），江苏建湖人，汉族，中华人民共和国政治人物、第十二届全国人民代表大会江苏地区代表。
毕业于华东化工学院石油炼制工程专业，加入中国共产党。2013年，被选为全国人大代表。